# Acroxena clypeata
Acroxena clypeata es una especie de insecto coleóptero de la familia Chrysomelidae.

## Distribución geográfica
Habita en las Andaman (India).